# Мамины джинсы
Мамины джинсы (англ. Mom Jeans) — сленговый термин, используемый для описания фасона женских джинсов с завышенной талией, который пользовался высокой популярностью в конце 1980-х и начале 1990-х годов. В конце 1990-х и 2000-х годах такие джинсы в основном пользовались успехом среди американских женщин среднего возраста и считались немодными среди молодых женщин. В 2010-х этот фасон вновь стал популярен среди хипстеров и молодых женщин, следящих за последними модными тенденциями.
Первоначально термин «мамины джинсы» являлся уничижительным и использовался в качестве ругательства. Термин приобрёл известность в мае 2003 года благодаря популярной американской телепередаче Saturday Night Live, в которой актриса Тина Фей использовала его для выдуманного джинсового бренда Mom Jeans, который преподносился под слоганом «В этот День матери не дарите маме духи. Подарите ей что-то, что как бы намекает: „Я больше не женщина… Я мама!“» (англ. For this Mother's Day, don't give Mom that bottle of perfume. Give her something that says, 'I'm not a woman anymore… I'm a mom!).

## Характеристика
Этот фасон как правило представляет собой джинсы с завышенной талией, закрывающей пупок, что делает ягодицы визуально непропорционально длинными, большими и плоскими. Кроме того, у «маминых джинсов» присутствует большое свободное пространство в области промежности и ног. Обычно такие джинсы выпускают в сплошной светло-голубой гамме без каких-либо эффектов выцветления.
Среди других элементов стиля стоит выделить складки, конический фасон брючин и эластичные пояса. Зачастую «мамины джинсы» дополняются свитером, кардиганом, блузкой или рубашкой, которые заправляются внутрь. В качестве обуви предпочтение отдается спортивной обуви типа кроссовок или кед, слипонам — весной, босоножками на плоской подошве — летом, ботинкам — осенью и зимой.
Этот стиль джинсов был популярен среди модных молодых женщин в Соединенных Штатах до середины 1990-х годов, до того как стали модными джинсы с заниженной талией.
В 2010-х стиль вновь стал популярен среди модниц.

## Папины джинсы
Термин «папины джинсы» был придуман популярными СМИ для уничижительного обозначения бесформенных мужских джинсов с высокой талией, которые пользуются спросом среди американских мужчин среднего возраста. Этот термин приобрел популярность в 2009 году, когда президент Барак Обама присутствовал в таких джинсах во время игры «Всех звёзд» главной бейсбольной лиги США. В марте 2015 года Обама вновь появился в «папиных джинсах» во время съёмок юмористического шоу «Джимми Киммел в прямом эфире», где участвовал в рубрике «Mean Tweets», в которой зачитывал издевательские твиты о джинсах. После чего на сцену вышел Джимми Киммел в джинсах с завышенной талией и в шуточной форме попытался защитить свой наряд.